# Sauromalus
Sauromalus é um género de réptil da ordem Squamata, família Iguanidae. Inclui lagartos grandes, nativos da América do Norte, os quais são onívoros, mas predominantemente herbívoros, e chamados localmente de "Chuckwalla".
O porte das espécies varia, mas costumam ser pouco menores que as iguanas gigantes propriamente ditas. São espécies citadas em livros de terrariofilia.